# 查毅超
查毅超，SBS，JP（1966年－），是香港的一位企業家，是長和集團前董事局主席李嘉誠的外甥，現任香港科技園董事局主席。

## 簡歷
查毅超在四兄弟姊妹中排行最小，二哥查逸超為香港註冊牙醫、福田集團控股有限公司資深顧問和美國西北大學牙科學院前副院長，現任香港中文大學校董會主席。查父為李嘉誠的妹夫查文宗，查母是李素華。查毅超於1988年在美國羅徹斯特理工學院畢業，取得工商理學士學位，之後打理家族生意。2004年獲香港青年工業家獎，並分別於2007年和2010年獲得香港中文大學行政工商管理碩士學位及香港城市大學工程學博士學位。目前，為福田集團控股有限公司董事總經理，及被邀任香港工業總會理事會副主席、物流及供應鏈多元技術研發中心有限公司董事局主席、知識產權署專利審裁署委員、香港貿易發展局電子及家電業諮詢委員會主席、及香港理工大學工業及系統工程學系顧問委員會主席等。2006年至2012年期間，曾任香港應用科技研究院有限公司 (ASTRI) 董事局成員及其技術檢討小組(企業與消費電子)主席。2018年7月獲頒銅紫荊星章。
2020年12月5日，查毅超確診2019冠狀病毒病（但沒有病徵），是全港第6782宗個案。

## 參看
- 李嘉誠家族

## 外部連結
- 香港青年工業家獎2004年得獎人
- 福田科技有限公司 （页面存档备份，存于）
- OpenSchool STEM教育特刊-科技園主席查毅超談推動香港創科發展 （页面存档备份，存于）